# 순치제
순치제(順治帝, 1638년 3월 15일(음력 1월 30일) ~ 1661년 2월 5일(음력 1월 7일))는 청 제국의 제3대 황제(재위 1643년 ~ 1661년)이다.
휘는 아이신기오로 풀린(만주어: ᠠᡳᠰᡳᠨ
ᡤᡳᠣᡵᠣ
ᡶᡠᠯᡳᠨ Aisin Gioro Fulin, 한국 한자: 愛新覺羅福臨 애신각라복림), 묘호는 세조(世祖, 만주어: ᡧᡳᡯᡠ
 Šidzu), 시호는 체천융운정통건극영예흠문현무대덕홍공지인순효장황제(體天隆運定統建極英睿欽文顯武大德弘功至仁純孝章皇帝), 짧은 시호로는 장황제(章皇帝, 만주어: ᡝᠯᡩᡝᠮᠪᡠᡥᡝ
ᡥᡡᠸᠠᠩᡩᡳ Eldembuhe Hūwangdi)이며, 연호는 순치(順治, 만주어: ᡳᠵᡳᠰᡥᡡᠨ
ᡩᠠᠰᠠᠨ Ijishūn Dasan, 몽골어: ᠡᠶᠡᠷᠡᠷᠢ
ᠵᠠᠰᠠᠭᠴᠢ Eyeber Jasagči) 청 제국의 첫번째 황제인 숭덕제의 아홉 번째 아들로 어머니는 그의 후궁이었던 효장문황후(孝莊文皇后)이다.
1643년(숭덕 8년), 아버지인 숭덕제가 급사한 이후 의정왕대신회의에서 뜻하지 않게 어린 나이에 황위에 오른 후 숙부인 예친왕 도르곤과 종숙 지르갈랑이 섭정으로서 국사를 도맡아 이듬해인 1644년(순치 원년)에는 중원으로 들어가 멸망한 명나라의 뒤를 이어 새로운 통일 국가로서의 기틀을 마련하였다. 중국 대륙을 통치하기 시작하면서 강경책과 유화책을 골고루 사용, 한족의 문화와 생활 관습을 존중하고 중요한 상소문에도 만주어와 한문의 병용을 허락하였으나 한족 백성들에게는 변발을 강요하여 청 제국의 정통성을 다지기 위해 노력하였다. 또한 아담 샬 폰 벨과 같은 예수회 선교사를 골고루 등용하여 천문대와 화포 개발에도 힘을 기울였으며 이러한 서양 문화에 대한 호감은 뒷날 그의 아들인 강희제에게도 영향을 끼치게 되어 강건성세(康乾盛世)의 발판이 되었다. 그리고 순치제는 운남성 등에 흩어져 있던 명나라의 잔존 세력인 남명을 궤멸시키기 위해 군사를 파견하였다.

## 생애

### 어린 시절
1638년(숭덕 3년) 3월 15일에 성경(盛京) 고궁 영복궁(永福宮)에서 장비(莊妃) 박이제길특씨의 아들로 태어났다. 어릴 때부터 푸린은 학문을 좋아하고 불교에 심취하였으며 만주어와 몽골어는 물론 중국어에까지 관심을 보이며 사서삼경을 잘 외웠다고 한다.
푸린이 학문에 열중하던 도중, 1643년(숭덕 8년) 8월 9일 홍타이지는 명나라로 출정하기 위해 대신들을 모아 연회를 베푼 후 갑작스럽게 52세의 나이로 급사하였다.(해란주의 죽음으로 실의에 빠져서 사망으로 추정) 평소 아무런 질병을 앓지 않던 강골의 홍타이지는 생전에 어떠한 유조도 남기지 않아 조정이 매우 혼란스러워졌다. 당시 다음 황제를 정하기 위해 모든 친왕과 군왕, 패륵, 패자, 그리고 조정의 대소 신료가 모여서 회의를 가지고 이 중 가장 세력이 컸던 7인은 다음과 같다.
- 예친왕 다이샨(禮親王 代善) - 누르하치의 차남, 홍타이지의 이복형.
- 정친왕 지르하란(鄭親王 濟爾哈朗) - 누르하치의 아우 슈르하치의 6남, 홍타이지의 사촌동생.
- 예친왕 도르곤(睿親王 多爾袞) - 누르하치의 14남, 홍타이지의 이복동생.
- 숙친왕 호오거(肅親王 豪格) - 홍타이지의 장남.
- 영군왕 아지거(英郡王 阿濟格) - 누르하치의 12남, 홍타이지의 이복동생.
- 예군왕 도도(豫郡王 多鐸) - 누르하치의 15남, 홍타이지의 이복동생.
- 영군왕 아달례(潁郡王 阿達禮) - 다이샨의 손자, 영군왕 샤하린(薩哈璘)의 장남.

이 의정회의에서 각 친왕은 최연장자인 대선을 의장으로 만장일치로 정하고 서로 황제가 되기 위해 목소리를 높였다. 심지어는 자신에 수하로 있는 팔기군을 동원하여 무력시위를 벌이기도 하였으나 대선의 강력한 중재로 수포로 돌아갔다. 그 중 공이 많던 2인으로 좁혀졌는데 도르곤과 호격이다. 두 사람 다 명나라와의 전쟁에서 공이 컸으나 조정에서의 위치는 도르곤이 호오거보다 위였다. 비록 호오거가 도르곤보다 나이는 많았다 하나 도르곤은 호오거의 숙부였고 팔기군 중 정예부대인 정백기와 양백기를 거느리고 있어 그 위세가 막강하였다.
도르곤의 당여들은 만주족의 전통적인 승계방식인 형제승계를 따라 도르곤이 황제가 되어야 한다 주장하였으나, 호오거는 형제승계가 아닌 부자승계로 황제를 뽑아야 한다며 도르곤의 의견을 반박했다. 도르곤은 이에 부자승계에 동의하는 대신 숭덕제의 정식 후비(后妃)인 오궁(五宮) 소생 중 장남인 9황자 복림이 황위에 오르고 또한 도르곤 자신과 호오거를 지지하는 정친왕 지르하란을 각각 좌우 섭정왕으로 삼아서 정무를 보는 조건을 내걸었다. 호오거와 의정왕대신회의를 주관하던 예친왕 다이샨은 도르곤의 절충책에 동의하였다. 1643년(숭덕 9년) 10월 8일, 푸림은 성경 고궁 대정전(大政殿)에서 겨우 6세의 나이로 황위에 오르니 이가 제3대 황제 순치제이다.
그가 즉위하게 된 것은 강력한 외가와 숙부 도르곤이 강력하게 추천한 덕분이었다. 도르곤은 1644년(순치 원년, 명 숭정 17년) 명나라의 마지막 황제 숭정제가 죽고 명나라가 멸망하자, 투항한 명나라의 장수 오삼계의 도움으로 산해관을 넘어 함께 이자성을 공격, 어부지리로 중국 대륙을 거의 통일하였고, 명의 수도 북경에 들어가 자신들이 명의 정통성을 이어받은 황조라고 선포하였다. 중국 대륙을 점령한 청나라의 첫 황제가 되었다. 도르곤은 이자성을 추포하라 명령, 이듬해인 1645년(순치 2년) 이자성은 쫓기는 도중 살해당한다. 그러나 이는 유언비어며 실제 《청세조실록》(淸世祖實錄)에 관련 기록을 보면, 탈출이 어려워지자 이자성이 자결한 것으로 나온다. 1650년 도르곤이 병으로 죽자 순치제는 비로소 청나라를 통치할 수 있게 되었다.

### 신앙 활동
순치제는 독일출신 예수회 선교사인 아담 샬 폰 벨을 만났는데 그와 친밀하여 아담 샬을 사적으로 '할아버지'라고 불렀다고도 한다. 치세 초반의 순치제는 자주 샬 폰 벨에게 조언을 청했으며, 또한 베이징에 로마 고딕 양식의 교회를 세우도록 허락했다. 1657년 이후부터는 그는 점차 불교의 선종으로 관심을 두기도 했다. 이후 그는 환관과 승려들의 영향을 받았다.

### 친정과 치세 기간
청나라 초기의 정치형태는 종실 가운데 누가 얼마만큼의 여러 부족 기(旗)의 기주권(旗主權)을 확보하는가에 따라 권력을 장악할 수 있었다. 순치제는 친정을 시작한 후 가장 먼저 도르곤과 적대관계에 있었던 친왕들과 양황기파 세력이 도르곤의 정백기파를 숙청한 뒤 정치적 주도권을 장악하게 되었다. 이전에 양황기파만을 통솔하던 순치제는 이제 정백기까지 장악하고 친정체제에 들어가게 되었다.
도르곤 세력을 숙청한 직후 중앙집권화를 위한 제도를 정비해 간다. 일단 1644년 이후 명나라의 계승자를 자처하였지만 황제의 권한을 강화시켰다. 또한 명나라에서 귀화한 관료를 적극 회유하고 등용하였다. 항복해온 명나라 학자, 관료들에 대해서는 공적이나 대동하고 온 무리의 수에 따라 대하는 것 외에도 그들의 건의를 적극 수용하였다. 도르곤은 북경에 수도를 정한 이후 명의 문무 관료와 대다수의 지방 관료에게 복직을 권유하고 그들이 직위를 그대로 인정해 줌으로써 혼란을 예방하였다. 순치제 역시 이를 계승하여 명나라 출신 인사에 대한 귀화, 회유 정책을 펼치고 남명 인사들에게도 귀순을 권고하였다.
그의 치세에 독일인 예수회 선교사 아담 샬이 대포 기술과 고딕 양식의 건축 기술을 들여와 북경에 고딕 양식의 성당을 지었다.

### 치세 후반
순치제는 몽골 출신의 어머니 효장태후를 싫어하여 당시 역시 싫어하던 몽골 출신인 황후를 폐하고 새로운 황후 효혜장황후를 세웠는데, 그녀 역시 몽골 출신이었다. 그는 '현비'(賢妃)동악씨라는 후궁을 총애하였는데, 그녀가 1660년(순치 17년)에 사망하자, 정치에 뜻을 잃었다. 얼마 안가 순치제는 그녀를 황후로 추시하였으나, 대신들은 국법에 어긋난다 하여 이에 강하게 반대했다.
이듬해인 1661년(순치 18년)에 황위를 황태자인 3황자 현엽에게 물려주고 24세 때 천연두로 붕어하였다 했는데, 일설에는 동악씨의 죽음과 동악씨의 황후 추서 반대에 순치제는 슬픔을 이기지 못하고 자진해서 제위에서 물러난 뒤 오대산으로 출가를 했고, 1669년(강희 8년), 1707년(강희 46년), 1712년(강희 51년), 심지어는 손자인 옹정제 초기까지 살고 입적하였다고는 하나 분명하지는 않다.
그러나 순치제가 썼다고 하는 출가시가 오늘날까지 불가에 내려오고 있다.

## 가족

### 조부모와 부모
- 조부: 태조 천명고황제(太祖 天命高皇帝) 노아합적(奴兒哈赤)
- 조모: 효자고황후 엽혁나랍씨(孝慈高皇后 葉赫那拉氏)
- 부친: 태종 숭덕문황제(太宗 崇德文皇帝) 황태극(皇太極)
- 모친: 효장문황후 박이제길특씨(孝莊文皇后 博爾濟吉特氏)

### 황후
| 봉호            | 시호                    | 이름(성씨)                   | 재위년도        | 생몰년도        | 국구(장인/장모)                                                                               | 별칭  | 비고  |
| --------------- | ----------------------- | ---------------------------- | --------------- | --------------- | --------------------------------------------------------------------------------------------- | ----- | ----- |
| 폐황후 (廢皇后) |                         | 보르지기트 씨 (博爾濟吉特氏) | 1651년 ~ 1653년 | 1639년 ~ 1661년 | 친왕(親王) 박이제길특 오극선 (博爾濟吉特 烏克善)                                              | [ 2 ] | [ 3 ] |
| 황후 (皇后)     | 효혜장황후 (孝惠章皇后) | 보르지기트 씨 (博爾濟吉特氏) | 1654년 ~ 1661년 | 1641년 ~ 1717년 | 다라패륵 (多羅貝勒) 박이제길특 작이제 (博爾濟吉特 綽爾濟) 부인(夫人) 애신각라 씨 (愛新覺羅氏) | [ 4 ] |       |
| 강비 (康妃)     | 효강장황후 (孝康章皇后) | 퉁기야 씨 (佟佳氏)           | (추존)          | 1640년 ~ 1663년 | 일등근양공 (一等勤襄公) 동도뢰 (佟圖賴) 일품부인 (一品夫人) 애신각라씨 (愛新覺羅氏)           | [ 5 ] | [ 6 ] |
| 황귀비 (皇貴妃) | 효헌황후 (孝獻皇后)     | 동악 씨 (董鄂氏)             | (추존)          | 1639년 ~ 1660년 | 동악 석 (董鄂 碩) 애신각라씨 (愛新覺羅氏)                                                     | [ 7 ] | [ 8 ] |

### 후궁

#### 측비
| 봉호           | 존호                    | 이름(성씨)                   | 생몰년도        | 별칭       | 비고       |
| -------------- | ----------------------- | ---------------------------- | --------------- | ---------- | ---------- |
| 정비(貞妃)     | 황고정비 (皇考貞妃)     | 동악 씨 (董鄂氏)             | ? ~ 1661년      |            | [ 9 ]      |
| 숙혜비(淑惠妃) | 황고숙혜비 (皇考淑惠妃) | 보르지기트 씨 (博尔濟吉特氏) | 1642년 ~ 1713년 | 숙비(淑妃) | [ 10 ]     |
| 공정비(恭靖妃) | 황고공정비 (皇考恭靖妃) | 보르지기트 씨 (博尔濟吉特氏) | ? ~ 1689년      | 공비(恭妃) |            |
| 단순비(端順妃) | 황고단순비 (皇考端順妃) | 보르지기트 씨 (博尔濟吉特氏) | ? ~ 1709년      | 단비(端妃) |            |
| 영각비(寧慤妃) | 황고영각비 (皇考寧慤妃) | 동악 씨 (蕫鄂氏)             | ? ~ 1694년      | 영비(寧妃) |            |
| 각비(恪妃)     | 황고각비 (皇考恪妃)     | 석씨(石氏)                   | ? ~ 1667년      |            | 한족 출신. |
| 도비(悼妃)     |                         | 보르지기트 씨 (博尔濟吉特氏) | ? ~ 1658년      |            | [ 11 ]     |

#### 서비
| 봉호       | 이름(성씨)      | 생몰년도   | 별칭 | 비고 |
| ---------- | --------------- | ---------- | ---- | ---- |
| 서비(庶妃) | 진씨(陳氏)      | ? ~ 1690년 |      |      |
| 서비(庶妃) | 왕씨(王氏)      |            |      |      |
| 서비(庶妃) | 양씨(楊氏)      |            |      |      |
| 서비(庶妃) | 오소 씨(烏蘇氏) |            |      |      |
| 서비(庶妃) | 납라 씨(拉喇氏) |            |      |      |

#### 서복진
| 봉호           | 성씨                 | 별칭                             |
| -------------- | -------------------- | -------------------------------- |
| 서복진(庶福晉) | 파씨(巴氏)           | 필십혁액날 복진(筆什赫額捏 福晉) |
| 서복진(庶福晉) | 당씨(唐氏)           | 당복진(唐福晉)                   |
| 서복진(庶福晉) | 뉴씨(鈕氏)           | 우복진(牛福晉)                   |
| 서복진(庶福晉) | 목극도 씨(穆克圖 氏) | 색모긍액날 복진(塞母肯額捏 福晉) |

#### 격격
| 봉호                     |
| ------------------------ |
| 경급 격격(京及 格格)     |
| 날급니 격격(捏及呢 格格) |
| 색옥 격격(塞玉 格格)     |
| 매급니 격격(邁及呢 格格) |
| 액음주 격격(厄音珠 格格) |
| 액륜주 격격(額倫珠 格格) |
| 매 격격(梅 格格)         |
| 난 격격(蘭 格格)         |

| 봉호                             |
| -------------------------------- |
| 명주 격격(明珠 格格)             |
| 호야 격격(芦耶 格格)             |
| 포삼주 격격(布三朱 格格)         |
| 아모파편오 격격(阿母巴編五 格格) |
| 아기편오 격격(阿畿編五 格格)     |
| 단저 격격(丹姐 格格)             |
| 추 격격(秋 格格)                 |
| 서 격격(瑞 格格)                 |
| 주내 격격(朱乃 格格)             |

### 황자
| -    | 봉호                    | 시호   | 이름                                                  | 생몰년도        | 별칭 | 생모                 | 자식      | 비고                       |
| ---- | ----------------------- | ------ | ----------------------------------------------------- | --------------- | ---- | -------------------- | --------- | -------------------------- |
| 장남 |                         |        | 아이신기오로 뉴뉴 (愛新覺羅 牛鈕 /애신각라 우뉴)      | 1651년 ~ 1652년 |      | 서비 파씨            |           | 요절함.                    |
| 차남 | 화석유친왕 (和碩裕親王) | 헌(憲) | 아이신기오로 푸치오완 (愛新覺羅 福全 /애신각라 복전)  | 1653년 ~ 1703년 |      | 영각비 동악 씨       | 6남 7녀   |                            |
| 3남  | 황태자 (皇太子)         |        | 아이신기오로 히오완예이 (愛新覺羅 玄燁 /애신각라 현엽 | 1654년 ~ 1722년 |      | 효강장황후 퉁기야 씨 | 35남 20녀 | 제4대 황제 강희제(康熙帝). |
| 4남  | 화석친왕 (和碩親王)     | 영(榮) |                                                       | 1657년 ~ 1658년 |      | 효헌황후 동악 씨     |           | 요절함.                    |
| 5남  | 화석공친왕 (和碩恭親王) |        | 아이신기오로 창닝 (愛新覺羅 常寧 /애신각라 상녕)      | 1657년 ~ 1703년 |      | 서비 진씨            | 5남 1녀   |                            |
| 6남  |                         |        | 아이신기오로 키서오 (愛新覺羅 奇授 /애신각라 기수)    | 1660년 ~ 1665년 |      | 서비 당씨            |           | 요절함.                    |
| 7남  | 화석순친왕 (和碩純親王) | 정(靖) | 아이신기오로 룽히 (愛新覺羅 隆禧 /애신각라 융희)      | 1660년 ~ 1679년 |      | 서비 뉴씨            | 1남       |                            |
| 8남  |                         |        | 아이신기오로 융간 (愛新覺羅 永幹 /애신각라 영간)      | 1660년 ~ 1667년 |      | 서비 목극도 씨       |           | 요절함.                    |

### 황녀
| -    | 봉호                        | 이름 | 생몰년도        | 생부/생모                                                               | 부마                                    | 별칭   | 비고    |
| ---- | --------------------------- | ---- | --------------- | ----------------------------------------------------------------------- | --------------------------------------- | ------ | ------- |
| 장녀 |                             |      | 1652년 ~ 1653년 | 서비 진씨                                                               |                                         |        | 요절함. |
| 차녀 | 화석공각공주 (和碩恭慤公主) |      | 1653년 ~ 1685년 | 서비 양씨                                                               | 과이가 눌이두 (瓜尔佳 訥爾杜)           | [ 12 ] |         |
| 3녀  |                             |      | 1653년 ~ 1658년 | 서비 파씨                                                               |                                         |        | 요절함. |
| 4녀  |                             |      | 1654년 ~ 1661년 | 서비 오소 씨                                                            |                                         |        | 요절함. |
| 5녀  |                             |      | 1654년 ~ 1660년 | 서비 왕씨                                                               |                                         |        | 요절함. |
| 6녀  |                             |      | 1654년 ~ 1661년 | 서비 납라 씨                                                            |                                         |        | 요절함. |
| 양녀 |                             |      |                 |                                                                         |                                         |        |         |
| -    | 화석화순공주 (和碩和順公主) |      | 1648년 ~ 1691년 | 승택유친왕(承澤裕親王) 쇼서(碩塞) 적복진(嫡福晉) 나라씨(納喇氏)         | 상지륭 (尚之隆)                         |        |         |
| -    | 화석유가공주 (和碩柔嘉公主) |      | 1652년 ~ 1673년 | 안화친왕(安和親王) 욜로(岳樂) 계복진(繼福晉) 나라씨(納喇氏)             | 삼등각민자 (三等愨敏子) 경취충 (耿聚忠) |        |         |
| -    | 고륜단민공주 (固倫端敏公主) |      | 1653년 ~ 1729년 | 간순친왕(簡純親王) 지두(濟度) 적복진(嫡福晉) 보르지기트씨(博爾濟吉特氏) | 박이제길특 반제 (博爾濟吉特 班第)       | [ 13 ] |         |

## 기년과 연호
| 연호       | 사용기간 | 사용기간 | 년수 | 비고 |
| ---------- | -------- | -------- | ---- | ---- |
| 순치(順治) | 1644년   | 1661년   | 18년 |      |

## 관련 작품
- 《궁중잔혹사 꽃들의 전쟁》 (JTBC, 2013년, 배우: 정윤석)[14]
- 《녹정기》 (TVB, 1984년, 배우: 유강)

## 기타
그는 숙부이자 섭정이었던 도르곤을 황부섭정왕으로 봉했다. 그러나 도르곤의 쿠데타 기도가 그의 사후에 알려지면서 작위를 추탈한다.

## 같이 보기
- 청나라의 군주 목록

### 주해
1. ↑  '이지슌 다산'이 아니라 '이지스훈 다산'이다.

### 출전
1. 1 2  염숭년. “청나라 12명의 황제의 진짜 모습(正說淸朝十二帝)” (중국어). 2013년 10월 31일에 원본 문서 (HTML)에서 보존된 문서. 2008년 9월 18일에 확인함.
2. ↑  정비(靜妃)
3. ↑  폐출된 후에 정비로 강등됨.
4. ↑  모후황태후(母后皇太后)/인헌황태후(仁憲皇太后)
5. ↑  경인궁강비(景仁宮康妃)/성모황태후(聖母皇太后)/자화황태후(慈和皇太后)
6. ↑  사후 강희제의 의해 황후로 추존됨.
7. ↑  동악비(董鄂妃)/승건궁현비(承乾宮賢妃)
8. ↑  강희제 때 황후로 추존.
9. ↑  효헌단경황후의 동생. 순치제 사후 순장됨.
10. ↑  효혜장황후의 동생.
11. ↑  효장문황후의 질녀. 효혜장황후의 조카.
12. ↑  장공주(長公主)
13. ↑  화석단민공주(和碩端敏公主)
14. ↑  “우리나라 사극에 나온 역대 왕들”. 《네이버 블로그》. 2018년 3월 2일. 2018년 9월 24일에 확인함.

| 전임 숭덕제 | 제3대 청나라의 황제 1643년 ~ 1661년 | 후임 강희제 |

| 전임 숭덕제 | 중국의 국가 원수 1643년 ~ 1661년 | 후임 강희제 |